# Чіакі Кавамата
Чіакі Кавамата (яп. 川又千秋; нар. 4 грудня 1948 — Отару, Хоккайдо) — японський письменник та критик, що працює у жанрі наукової фантастики.

## Біографія

### Кар'єра
Дебютував японський фантаст у січні 1972 року з роботою «Язик», яка була опублікована, коли він ще працював копірайтером в рекламній агенції Hakuhodo. Того ж року він почав писати критику наукової фантастики — «Яку путь ми оберемо завтра?». Подібні твори виходили до 1975 року в журналі S-F Magazine, згодом (1983) вони були зібрані у «Слова снів, сни слів». З 1980 року він став постійним письменником, час від часу викладаючи фентезійну літературу в Коледжі Ікебукуро і в Університеті Шукутоку.

### Ajin Senshi
- Ajin Senshi (Токіо: Tokuma Shoten, 1981)[2]
- Shinwa Seidan (Токіо: Tokuma Shoten, 1983)
- Chikyū Seifuku (Токіо: Tokuma Shoten, 1985)

### Seikaryūdo
- Seikaryūdo (Токіо: Kōdansha, 1985)
- Ningen Bokujō (Токіо: Kōdansha, 1985)
- Isei Tōmei (Токіо: Kōdansha, 1986)

### Інші серії
- Gensō Wakusei (Токіо: Tokuma Shoten, 1982)
- Hoshiboshi no Koe (Токіо: Tokuma Shoten, 1982)
- Ningyō Toshi (Токіо: Kōfūsha, 1983)
- Genshi-gari (Токіо: Chūōkōron-sha, 1984)
  - Death Sentences (Міннеаполіс, Міннесота: Преса Міннесотського університету, 2012)[2]
- Majū Tairiku (Токіо: Kadokawa Shoten, 1984)
- Tatsu no Natsu (Токіо: Tokuma Shoten, 1984)
- Sōseiki (Токіо: Hayakawa Shobō, 1985)
- Arion Iden (Токіо: Tokuma Shoten, 1986)
- Akadō no Makai: Devil Kabira (Токіо: Tokuma Shoten, 1986)
- Saigo no Shinjinrui (Токіо: Chūō Kōron-sha, 1986)
- Uchūkō Monogatari (Токіо: Shūeisha, 1986)
- Jūkai Sōryū Heidan (Токіо: Chūō Kōron-sha, 1986)
- Iseijintachi (Токіо: Kobunsha, 1987)
- Jikan Teikoku (Токіо: Kadokawa Shoten, 1987)
- Wakusei Oneiros no Densetsu (Токіо: Shinchōsha, 1987)
- Kasei Sōkidan (Токіо: Hayawa Shobō, 1987)
- Yōjūmachi (Токіо: Kōbunsha, 1988)
- Mumajo (Токіо: Chūō Kōron-sha, 1989)
- Amanogawa no Kantan (Токіо: Futabasha, 1990)
- Dragon Quest Retsuden: Roto no Monshō (Токіо: Enix, 1991)
- Young Indy Jones: Shōen no Shi (Токіо: Bungei Shunjū, 1993)
- Kyōryū-Ō (Токіо: Square Enix, 1994)
- Prince of Wales ni Sasagu (Токіо: Jitsugyō no Nihonsha, 1995)
- Tsubasa ni Hi no Maru (Токіо: Kadokawa Shoten, 2006)
- Teikoku Kaigun no Shinjitsu (Токіо: Gakken Plus, 2013)
- Kasei no Hakuja Densetsu: Seikai Denki (Токіо: Chūō Kōron-sha, 2017)

### Збірки
- Kaseijin Senshi (Токіо: Kadokawa Shoten, 1984)
- Ippatsu! (Токіо: Kadokawa Shoten, 1985)
- 1+1=0: Short Short Variety (Токіо: Kadokawa Shoten, 1985)
- Anata wa Shinimashita (Токіо: Shinchōsha, 1987)
- Fushigi Shōsetsu Collection: swim (Токіо: Aspect, 1995)
- Kyoton! Sanbyakuji Shōsetsu Daitenrankai (Токіо: Bungenko, 2006)

### Документалістика
- Yume no Kotoba, Kotoba no Yume (Токіо: Hayakawa Shobō, 1983)
- Muishiki: no Jidai: SF-ronshū (Токіо: Chūō Kōron-sha, 1987)
- Jūni Senkan Monogatari (Токіо: Gakken, 1998)

## Нагороди
- 1981: Премія «Сейун» за Kaseijin Senshi
- 1984: Гран-прі японської наукової фантастики за Genshigari